# Phare de Storkläppen
Le phare de Storkläppen (en suédois : Storkläppens fyr) est un phare situé sur l'île du même nom, en mer Baltique centrale, au nord-est de la commune de Västervik, dans le Comté de Kalmar (Suède).

## Histoire
Dans les années 1860, un premier amer en pierre a été construit sur l'île. En 1875, un bateau-phare en bois a été mis sur la zone. En 1890, un premier phare, une tour de fer de 12 m est amenée sur site et des bâtiments de gardiens sont construits. Cependant, l'année suivante, une forte tempête détruit la tour et renversent les maisons. La tour est remis à neuf et de nouveaux bâtiments résidentiels sont construits sur la partie nord plus abritée de l'île.
Le phare a été remplacé en 1894 et a été aussi équipé d'un signal de brouillard. En 1931, la tour a été habillée avec des plaques d'éternit. Il a été automatisé en 1965, et en 1985, l'énergie éolienne a été installée comme source d'énergie. Maintenant le phare est également alimenté par des panneaux solaires et dispose d'une lampe de 20 watts. Toujours en activité, l'administration maritime suédoise ne considère plus que ce phare soit très important pour la navigation.

## Description
Le phare  est une tour pyramidale de 15 mètres de haut, avec une galerie et une lanterne. Le phare est peint en damier rouge et blanc. Il émet, à une hauteur focale de 20 mètres, un long éclat (blanc, rouge et vert) selon différents secteurs toutes les 11 secondes. Sa portée nominale est de 11 milles nautiques (environ 20 km).
Identifiant : ARLHS : SWE-374 ; SV-5265 - Amirauté : C7068 - NGA : 8304 .

## Caractéristique dufeu maritime
Fréquence : 10 secondes (W-R-G)
- Lumière : 2 secondes
- Obscurité :8 secondes

### Lien connexe
- Liste des phares de Suède